# Nina Mazursky
Nina Mazursky es una científica y antiheroína ficticia que aparece en los cómics estadounidenses publicados por la editorial DC Comics.
El personaje es interpretado por la actriz Zoë Chao en la serie animada Creature Commandos, ambientada en el Universo DC de James Gunn.

## Historia de publicación
El personaje fue creado por los historietistas Jeff Lemire e Ibraim Roberson, apareciendo por primera vez en el número 1 de Flashpoint: Frankenstein and the Creatures of the Unknown, publicado el 8 de junio de 2011, siendo introducida originalmente en la cronología Flashpoint.
Posteriormente fue introducida en la continuidad principal de Los Nuevos 52, apareciendo por primera vez en el número 1 de Frankenstein, Agent of S.H.A.D.E., guionizado de nuevo por Lemire e ilustrado por Alberto Ponticelli.

## Biografía ficticia

### Origen
Nina Mazursky era una experta científica con una vida tranquila, en la que coordinaba su carrera y su vida profesional. Sin embargo, cuando su hija murió a causa de una enfermedad su marido también la abandonó, lo que llevó a Nina a dedicar toda su vida a su trabajo en la organización S.H.A.D.E., donde se centró en la creación de formas de vida que fuesen incapaces de morir. Sin embargo, al no poder programar en ellos las experiencias necesarias para aprender a gestionar emociones, estas formas de vida se convirtieron en monstruos con tendencia a la psicopatía, que finalmente tuvieron que ser encerrados en una prisión dentro de una dimensión de bolsillo con la ayuda de Ray Palmer.
Tras el fracaso del experimento original decidió comenzar a realizar sus experimentos en humanos adultos, logrando resultados exitosos, en los que les otorgaba una mayor fuerza y capacidades superiores, así como una apariencia monstruosa. Nina decidió experimentar también en sí misma, lo que la llevó a obtener la apariencia y cualidades fisionómicas de un anfibio.

### Creature Commandos
Cuando unos nuevos monstruos de origen desconocido atacaron el pequeño pueblo de Lake Bone, masacrando a sus ciudadanos,  Nina Mazursky fue reclutada como parte de la División M, conocida también como Creature Commandos, con la cual se unió a una misión de rescate para traer de vuelta a la agente Lady Frankenstein y acabar con la amenaza. Tras una ardua lucha en la que Nina asesinó junto a los demás a numerosos monstruos, ella, Frankenstein y Khalis descubrieron a una anciana y decenas de niños supervivientes, escondidos en una habitación secreta en una iglesia.
Una vez que Padre Tiempo y Ray Palmer descubrieron que el origen de la fuga se encontraba en un portal situado en el fondo del lago del pueblo, Nina y Frankenstein fueron enviados para cerrarlo. Al ser preguntada por su formación en combate, Nina respondió que sólo hacia yoga. Sin embargo logró hacer frente a los monstruos que se encontraban en el fondo del lago. Nina usó el cerebro de una de las criaturas para conectarlo a la tecnología de S.H.A.D.E. y obtener información a través de sus recuerdos, descubriendo que los monstruos eran una raza de origen alienígena, quienes llevaban cientos de años siendo alimentados por los ciudadanos del pueblo a través del sacrificio de sus hijos. Estos habían secuestrado a Lady Frankenstein y habían comenzado una invasión a la Tierra a raíz de la muerte de su planeta natal. Nina viajó junto a los demás al planeta, donde descubrió a Lady Frankenstein luchando junto a una legión interminable de alienígenas.
Una vez que Khalis agotó su energía en un ataque de destruyó a todos los monstruos del continente, el resto del equipo se dividió en dos grupos para acabar con el resto de la población del planeta, con Nina uniéndose a Frankenstein para exterminar a los alienígenas del océano. Nina fue confundida por los alienígenas como su madre, debido a su aspecto físico, y gracias a esto avanzó sin problemas hasta encontrar al titán del océano, uno de los tres alienígenas más grandes del planeta. Pese a las reticencias de Nina, Frankenstein lo asesinó, y tras acabar con todos los monstruos del planeta volvió junto a los demás a la Tierra, tan solo un segundo antes de que se cerrase el portal.

## En otros medios
- Nina Mazursky aparece como un personaje principal en la serie animada Creature Commandos, donde es interpretada por la actriz Zoë Chao en su versión original.[7]